# انانین‌دوا، پارا
انانین‌دوا، پارا (به پرتغالی: Ananindeua, Pará) یک شهرستان در برزیل است که در پارا واقع شده‌است.

## خصوصیات
انانین‌دوا ۱۸۵٫۰۵۷ کیلومترمربع مساحت و ۴۷۱٬۷۴۴ نفر جمعیت دارد و ۲۰ متر بالاتر از سطح دریا واقع شده‌است.